# Roccella Valdemone
Roccella Valdemone település Olaszországban, Szicília régióban, Messina megyében. Lakosainak száma 562 fő (2023. január 1.). Roccella Valdemone Castiglione di Sicilia, Malvagna, Mojo Alcantara, Montalbano Elicona, Santa Domenica Vittoria és Randazzo községekkel határos.

## Népesség
A település lakossága az elmúlt években az alábbi módon változott:
| Lakosok száma | 657  | 640  | 562  |
|               | 2017 | 2018 | 2023 |